# 20004 Одрі-Лусієнна
20004 Одрі-Лусієнна (20004 Audrey-Lucienne) — астероїд головного поясу, відкритий 8 квітня 1991 року.
Тіссеранів параметр щодо Юпітера — 3,593.